# Carcinoma mammario infiammatorio
Il carcinoma mammario infiammatorio è una forma neoplastica rara e particolarmente aggressiva a carico del seno. Colpisce soprattutto le donne di qualsiasi età e solo in casi eccezionalmente rari colpisce l'uomo.
Si chiama infiammatorio perché presenta caratteristiche sintomatologiche che assomigliano a quelle di un processo infiammatorio, come rossore, gonfiore e dolore. Si presenta con l'insorgenza rapida di gonfiore, rossore anche intenso, pelle a buccia d'arancia e cute calda al tatto.